# Halorussus
Genre
Espèces de rang inférieur
- Halorussus rarus

Halorussus est un genre d'archées halophiles de la famille des Halobacteriaceae.